# BlazBlue
BlazBlue (яп. ブレイブルー Бурэйбуру:) — серия видеоигр в жанре двухмерного файтинга, созданных и издаваемых в Японии компанией Arc System Works; локализованные версии игр издавались в Северной Америке и Европе компаниями Aksys Games и Zen United соответственно. Аниме-адаптация серии — сериал BlazBlue: Alter Memory — вышла в конце 2013 года.
По состоянию на август 2012 года тираж проданных копий игр серии составил 1,7 миллиона единиц.

## Игры серии

### Основные
| Игра | Дата выпуска   | Дата выпуска     | Дата выпуска   | Дата выпуска |
| Игра | Япония         | Северная Америка | Европа         |              |
| --- | -------------- | ---------------- | -------------- | ------------ |
| |                |                  |                |              |
| BlazBlue: Calamity Trigger | 19 ноября 2008 | 30 июня 2009     | 2 апреля 2010  |              |
| Примечания: - Впервые издана на аркадных автоматах в 2008 году; версии игры для консолей PlayStation 3 и Xbox 360 изданы в 2009 году; для портативной консоли PlayStation Portable и ПК с ОС Microsoft Windows — в 2010 году. - Порт аркадной версии выпущен в магазине Windows Store в декабре 2012 года. - Первоначальная версия для Windows была переиздана в 2014 году компанией H2 Interactive на сервисе Steam без поддержки многопользовательской составляющей. |                |                  |                |              |
| BlazBlue: Continuum Shift | 20 ноября 2009 | 27 июля 2010     | 3 декабря 2010 |              |
| Примечания: - Впервые издана на аркадных автоматах в 2009 году; версии для PlayStation 3 и Xbox 360 выпущены в 2010 году. |                |                  |                |              |
| BlazBlue: Chrono Phantasma | 21 ноября 2012 | 25 марта 2014    | 23 апреля 2014 |              |
| Примечания: - Впервые издана на аркадных автоматах в 2012 году; версия для PlayStation 3 издана в 2013 году в Японии и в 2014 году — за её пределами; версия для PlayStation Vita — в 2014 году. - В мае 2014 года вышло обновление порта для PlayStation 3 до версии 1.1. |                |                  |                |              |
| BlazBlue: Central Fiction | 19 ноября 2015 | 1 ноября 2016    | 4 ноября 2016  |              |
| Примечания: - Впервые издана на аркадных автоматах в 2015 году; версии для PlayStation 3 и PlayStation 4 изданы в 2016 году. - Первая игра во франшизе, изданная в Северной Америке и Европе без англоязычного дубляжа. |                |                  |                |              |

### Обновлённые версии
| Игра | Дата выпуска    | Дата выпуска     | Дата выпуска    | Дата выпуска |
| Игра | Япония          | Северная Америка | Европа          |              |
| --- | --------------- | ---------------- | --------------- | ------------ |
| |                 |                  |                 |              |
| BlazBlue: Continuum Shift II | 9 декабря 2010  | 10 мая 2011      | 10 мая 2011     |              |
| Примечания: - Впервые издана на аркадных автоматах в 2010 году. - Консольные версии оригинальной Continuum Shift были обновлены до Continuum Shift II посредством бесплатного патча. - Версии игры для PlayStation Portable и Nintendo 3DS изданы в 2011 году и не поддерживают сетевую игру. |                 |                  |                 |              |
| BlazBlue: Continuum Shift Extend | 17 декабря 2011 | 14 февраля 2012  | 24 февраля 2012 |              |
| Примечания: - Первоначально выпущена на аркадных автоматах как обновление Continuum Shift II в сентябре 2011 года; версии для PlayStation 3, Xbox 360 и PlayStation Vita изданы в 2011 году. - Версия для PlayStation Portable издана в 2012 году только в Японии и не поддерживает сетевую игру. - Версия для Windows была издана в 2014 году на сервисе Steam, но до мая 2015 года была не доступна для приобретения в Европе.                                            |                 |                  |                 |              |
| BlazBlue: Chrono Phantasma Extend | 23 апреля 2015  | 30 апреля 2015   | 29 октября 2015 |              |
| Примечания: - Первоначально выпущена на аркадных автоматах как обновление Chrono Phantasma под названием BlazBlue: Chrono Phantasma 2.0. - Версии для PlayStation 3, PlayStation 4, PlayStation Vita и Xbox One изданы в 2015 году. - В версиях для PlayStation 3 и PlayStation 4 доступна возможность кроссплатформенной игры. - В отличие от релиза оригинальной Chrono Phantasma в Северной Америке, Extend включает в себя полностью локализованный режим «Библиотека». |                 |                  |                 |              |

### Спин-оффы
| Игра | Дата выпуска    | Дата выпуска     | Дата выпуска     | Дата выпуска    | Дата выпуска |
| Игра | Япония          | Северная Америка | Европа           | Австралия       |              |
| --- | --------------- | ---------------- | ---------------- | --------------- | ------------ |
| |                 |                  |                  |                 |              |
| BlayzBloo: Super Melee Brawlers Battle Royale | 27 января 2010  | 2 августа 2010   | не издавалась    | не известно     |              |
| Примечания: - Выпущена для Nintendo DSi и Nintendo DSi XL в 2010 году. - В Японии издана под названием BlazBlue: Battle × Battle.                                                               |                 |                  |                  |                 |              |
| BlazBlue: Clone Phantasma | 26 декабря 2012 | 21 августа 2014  | не издавалась    | не известно     |              |
| Примечания: - Выпущен как приложение сервиса Nintendo eShop. - Формальный «сиквел» к BlayzBloo: Super Melee Brawlers Battle Royale.                                                             |                 |                  |                  |                 |              |
| XBlaze Code: Embryo | 23 июля 2013    | 24 июня 2014     | 18 сентября 2015 | не известно     |              |
| Примечания: - Впервые издана для PlayStation 3 и PlayStation Vita в 2013 году; версия для Windows издана в 2016 году. - Действие игры происходит за 150 лет до событий сюжета Calamity Trigger. |                 |                  |                  |                 |              |
| Eat Beat, Dead Spike-san | 25 февраля 2015 | 25 февраля 2015  | 25 февраля 2015  | 25 февраля 2015 |              |
| Примечания: - Выпущена для iOS и Android в 2015 году. - Музыкальная игра с участием «в главной роли» персонифицированного Dead Spike — одного из спецприёмов Рагны Бладэджа.                    |                 |                  |                  |                 |              |
| XBlaze Lost: Memories | 9 апреля 2015   | 11 августа 2015  | 21 июня 2016     | не известно     |              |
| Примечания: - Выпущена для PlayStation 3 и PlayStation Vita в 2015 году; версия для Windows — в 2016 году. - Сиквел к XBlaze Code: Embryo                                                       |                 |                  |                  |                 |              |
| BlazBlue: Battle Cards | не известно     | 14 мая 2015      | не известно      | 30 апреля 2015  |              |
| Примечания: - Карточная игра с участием персонажей франшизы; выпущена для iOS в 2015 году. |                 |                  |                  |                 |              |
| BlazBlue: Cross Tag Battle | не известно     | не известно      | не известно      | не известно     |              |
| Примечания: - Командный кроссовер с участием персонажей BlazBlue, Persona 4 Arena, Under Night In-Birth и RWBY.                                                                                 |                 |                  |                  |                 |              |

## Сопутствующая продукция

### Печатные издания
| Название | Дата выпуска | ISBN | Тип    |
| --- | --- | --- | ------ |
| | | |        |
| BlazBlue: Official Comics | 2009 (том 1) 2010 (том 2) | N/A | Манга  |
| Примечания: - Состоит из двух томов, выпущенных в поддержку релиза Calamity Trigger и Continuum Shift в 2009 и 2010 годах соответственно. | | |        |
| BlazBlue: Phase 0 | 20 августа 2010 | 978-4-8291-4592-0 | Ранобэ |
| Примечания: - Написана Мако Комао и опубликована издательством Fujimi Shobo; сопровождена иллюстрациями Юки Като (яп. 加藤勇樹 Като: Ю:ки). - Сюжет раскрывает события, предшествовавшие играм основной серии. | | |        |
| BlazBlue: Chimelical Complex | 14 февраля 2011 (том 1) 15 декабря 2011 (том 2) | 978-4-0472-70534 (том 1) 978-4-0472-76949 (том 2) | Манга  |
| Примечания: - Написана Тосимити Мори и иллюстрирована Харуёси Кобаякавой (яп. 小早川ハルヨシ). - Опубликована в двух томах издательством Famitsu Comic Clear. - Пересказывает сюжет Calamity Trigger с акцентом на Рагну Бладэджа и Ноэль Вермиллион.                                                                                     | | |        |
| BlazBlue: Phase Shift | 20 апреля 2011 (Phase Shift 1) 20 января 2012 (Phase Shift 2) 19 мая 2012 (Phase Shift 3) 20 сентября 2012 (Phase Shift 4)                                                       | 978-4-8291-4617-0 (Phase Shift 1) 978-4-8291-4630-9 (Phase Shift 2) 978-4-8291-4671-2 (Phase Shift 3) 978-4-8291-4689-7 (Phase Shift 4)                                                       | Ранобэ |
| Примечания: - Четырёхчастная серия, написанная Мако Комао и иллюстрированная Юки Като; ранобэ из этой серии опубликованы Fujimi Shobo. - Сопровождает и продолжает сюжет Phase 0. | | |        |
| BlazBlue | 20 января 2013 (Calamity Trigger, часть 1-я) 18 мая 2013 (Calamity Trigger, часть 2-я) 20 сентября 2013 (Continuum Shift, часть 1-я) 18 января 2014 (Continuum Shift, часть 2-я) | 978-4-8291-4707-8 (Calamity Trigger, часть 1-я) 978-4-8291-4729-0 (Calamity Trigger, часть 2-я) 978-4-8291-4747-4 (Continuum Shift, часть 1-я) 978-4-0407-0017-5 (Continuum Shift, часть 2-я) | Ранобэ |
| Примечания: - Четырёхчастная серия, написанная Мако Комао и иллюстрированная Юки Сугиямой (яп. 杉山友希); ранобэ из этой серии опубликованы Fujimi Dragon Book. - Новеллизация сюжета Calamity Trigger и Continuum Shift. | | |        |
| BlazBlue: Remix Heart | 9 февраля 2013 (том 1) 9 сентября 2013 (том 2) 9 мая 2014 (том 3) 9 сентября 2014 (том 4)                                                                                        | 978-4-0471-28552 (том 1) 978-4-0471-28972 (том 2) 978-4-0407-01042 (том 3) 978-4-0407-01783 (том 4)                                                                                           | Манга  |
| Примечания: - Написана Деко Акао (яп. 赤尾でこ) по оригинальному сюжету Тосимити Мори и иллюстрирована Сумераги (яп. スメラギ); опубликована в журнале Age Premium и издана Fujimi Shobo в формате отдельных томов. - Фокусируется на Маи Нацумэ — сокурснице Ноэль Вермиллион, Цубаки Яёй и Макото Нанаи по Военной академии Библиотеки. | | |        |
| BlazBlue | 9 октября 2013 (том 1) 8 февраля 2014 (том 2) | 978-4-0471-2908-5 (том 1) 978-4-0407-0027-4 (том 2) | Манга  |
| Примечания: - Написана Тосимити Мори и иллюстритрована Сакаки Ёсиокой (яп. 吉岡榊); публиковалась в журнале Gekkan Dragon Age и издана Fujimi Shobo в двух отдельных томах. - Альтернативный пересказ сюжета Calamity Trigger. | | |        |
| BlazBlue: Bloodedge Exprience | 20 июня 2014 (часть 1-я) 20 ноября 2014 (часть 2-я) | 978-4-0407-0225-4 (часть 1-я) 978-4-0407-0215-5 (часть 2-я) | Ранобэ |
| Примечания: - Двухчастная серия, написанная Мако Комао и иллюстрированная Кё Куроитиго; ранобэ из этой серии опубликованы Fujimi Shobo. - Сюжет сопутствует играм из основной серии, фокусируясь на Наото Куроганэ и его подруге детства Харуке Хаями.                                                                                    | | |        |
| BlazBlue: Variable Heart | N/A | N/A | Манга  |
| Примечания: - Написана Тосимити Мори и иллюстрирована Сумераги; издаётся в журнале Age Premium. - Сиквел к Remix Heart. | | |        |
| BlazBlue: Spiral Shift | 20 октября 2016 | 978-4-0407-0857-7 | Ранобэ |
| Примечания: - Написана Мако Комао и иллюстрирована Тосимити Мори; опубликована Kadokawa Shoten. - Фокусируется на Дзине Кисараги и его участии в событиях войны в Икаруге. | | |        |

### BlazBlue: Alter Memory
BlazBlue Alter Memory — двенадцатисерийный аниме-сериал, вышедший на экраны 8 октября 2013 года, основанный на серии игр BlazBlue. В сериале пересказываются сюжеты игр BlazBlue: Calamity Trigger и BlazBlue: Continuum Shift. Сериал лицензирован компанией Funimation в Северной Америке как потоковое мультимедиа, предназначенное для домашнего просмотра.

#### Критика
Сериал изначально имел низкий рейтинг ожидания. Критики оценили проект негативно, назвав сериал «полным беспорядком». Изначально рассчитывая на аудиторию, состоящую из поклонников игры, создатели не поставили перед собой задачи объяснить сложную терминологию. Роль большинства персонажей не была раскрыта. Одним из немногих достоинством, которым обладал сериал, было заимствование сюжета BlazBlue: Continuum Shift. IMDB оценил сериал на 6,6/10. Не в меньшей степени сериал был раскритикован у поклонников BlazBlue. Критик Japan Curiosity, сам являющийся фанатом серии, поставил сериалу оценку 10/100, заявив, что «аниме убило игру». Негативной оценке подверглась вся работавшая над проектом студия, включая даже сэйю.

## Играбельные персонажи
| Персонаж                           | Игра             | Игра            | Игра      | Игра             | Игра            | Игра            | Сэйю               |
| Персонаж                           | Calamity Trigger | Continuum Shift | BBSMBBR   | Chrono Phantasma | Clone Phantasma | Central Fiction | Сэйю               |
| ---------------------------------- | ---------------- | --------------- | --------- | ---------------- | --------------- | --------------- | ------------------ |
| Рагна Бладэдж                      | зелёная ✓        | зелёная ✓       | зелёная ✓ | зелёная ✓        | зелёная ✓       | зелёная ✓       | Томокадзу Сугита   |
| Дзин Кисараги                      | зелёная ✓        | зелёная ✓       | зелёная ✓ | зелёная ✓        | зелёная ✓       | зелёная ✓       | Тэцуя Какихара     |
| Ноэль Вермиллион                   | зелёная ✓        | зелёная ✓       | зелёная ✓ | зелёная ✓        | зелёная ✓       | зелёная ✓       | Канако Кондо       |
| Рэйчел Алукард                     | зелёная ✓        | зелёная ✓       | зелёная ✓ | зелёная ✓        | зелёная ✓       | зелёная ✓       | Кана Уэда          |
| Таокака                            | зелёная ✓        | зелёная ✓       | зелёная ✓ | зелёная ✓        | зелёная ✓       | зелёная ✓       | Тива Сайто         |
| Карл Кловер                        | зелёная ✓        | зелёная ✓       | ❌        | зелёная ✓        | ❌              | зелёная ✓       | Миюки Савасиро     |
| Лайчи Фэйлин                       | зелёная ✓        | зелёная ✓       | ❌        | зелёная ✓        | ❌              | зелёная ✓       | Тиаки Такахаси     |
| Аракунэ                            | зелёная ✓        | зелёная ✓       | ❌        | зелёная ✓        | ❌              | зелёная ✓       | Такаси Хикида      |
| Железный Тэйгер                    | зелёная ✓        | зелёная ✓       | ❌        | зелёная ✓        | ❌              | зелёная ✓       | Кэндзи Номура      |
| Банг Сисигами                      | зелёная ✓        | зелёная ✓       | ❌        | зелёная ✓        | зелёная ✓       | зелёная ✓       | Цуёси Кояма        |
| Хакумэн                            | зелёная ✓        | зелёная ✓       | ❌        | зелёная ✓        | ❌              | зелёная ✓       | Тэцуя Какихара     |
| Ню-13                              | зелёная ✓        | 1               | ❌        | зелёная ✓        | ❌              | зелёная ✓       | Канако Кондо       |
| Лямбда-11                          | ❌               | зелёная ✓       | ❌        | зелёная ✓        | ❌              | зелёная ✓       | Канако Кондо       |
| Хадзама                            | ❌               | зелёная ✓       | ❌        | зелёная ✓        | зелёная ✓       | зелёная ✓       | Юити Накамура      |
| Цубаки Яёй                         | ❌               | зелёная ✓       | ❌        | зелёная ✓        | ❌              | зелёная ✓       | Асами Имаи         |
| Мю-12                              | ❌               | 2, 7, 8         | ❌        | зелёная ✓        | ❌              | зелёная ✓       | Канако Кондо       |
| Макото Наная                       | ❌               | 2, 7            | ❌        | зелёная ✓        | зелёная ✓       | зелёная ✓       | Томоми Исомура     |
| Валькенхайн Р. Хеллсинг            | ❌               | 2, 7            | ❌        | зелёная ✓        | ❌              | зелёная ✓       | Мотому Киёкава     |
| Платинум Тринити                   | ❌               | 2, 7            | ❌        | зелёная ✓        | зелёная ✓       | зелёная ✓       | Аой Юки            |
| Релиус Кловер Первый               | ❌               | 3               | ❌        | зелёная ✓        | ❌              | зелёная ✓       | Дзюнъити Сувабэ    |
| Аманэ Нисики                       | ❌               | ❌              | ❌        | зелёная ✓        | ❌              | зелёная ✓       | Акира Исида        |
| Баллет                             | ❌               | ❌              | ❌        | зелёная ✓        | ❌              | зелёная ✓       | Тоа Юкинари        |
| Азраэль                            | ❌               | ❌              | ❌        | зелёная ✓        | ❌              | зелёная ✓       | Хироки Ясумото     |
| Идзаёй                             | ❌               | ❌              | ❌        | зелёная ✓        | зелёная ✓       | зелёная ✓       | Асами Имаи         |
| Кагура Муцуки                      | ❌               | ❌              | ❌        | 4, 7, 8          | ❌              | зелёная ✓       | Кэйдзи Фудзивара   |
| Юки Тэруми                         | ❌               | ❌              | ❌        | 4, 7             | ❌              | зелёная ✓       | Юити Накамура      |
| Коконоэ Меркьюри                   | ❌               | ❌              | ❌        | 4, 7             | ❌              | зелёная ✓       | Тиэ Мацура         |
| Селика А. Меркьюри                 | ❌               | ❌              | ❌        | 5                | ❌              | зелёная ✓       | Иори Номидзу       |
| Хибики Кохаку                      | ❌               | ❌              | ❌        | ❌               | ❌              | зелёная ✓       | Мицухиро Итики     |
| Наото Куроганэ                     | ❌               | ❌              | ❌        | ❌               | ❌              | зелёная ✓       | Нобунага Симадзаки |
| Коноэ А. Меркьюри Девятая / Фантом | ❌               | ❌              | ❌        | ❌               | ❌              | зелёная ✓       | Аюми Фудзимура     |
| Идзанами                           | ❌               | ❌              | ❌        | ❌               | ❌              | зелёная ✓       | Юкана              |
| Эс                                 | ❌               | ❌              | ❌        | ❌               | ❌              | 6               | Маюка Номура       |
| Маи Нацумэ                         | ❌               | ❌              | ❌        | ❌               | ❌              | 6               | Саори Хаями        |
| Сусаноо                            | ❌               | ❌              | ❌        | ❌               | ❌              | 6, 8            | Кэнта Миякэ        |
| Дзюбэй                             | ❌               | ❌              | ❌        | ❌               | ❌              | 6, 7            | Масаки Тэрасома    |
| Итого                              | 12               | 19              | 5         | 28               | 10              | 35              |                    |

Пометки:
1. Появляется как «Беспредельная» форма Лямбды-11.
2. Впервые появляется в домашних версиях оригинальной Continuum Shift.
3. Впервые появляется в Continuum Shift Extend.
4. Впервые появляются в домашних версиях оригинальной Chrono Phantasma.
5. Впервые появляются в Chrono Phantasma Extend.
6. Впервые появляются в домашних версиях Central Fiction.
7. Доступен в качестве дополнительного контента.
8. Может быть разблокирован после прохождения сюжетного режима.